# Джон Еммонс
Джон Еммонс (англ. John Emmons, нар. 17 серпня 1974, Сан-Хосе) — американський хокеїст, що грав на позиції центрального нападника.

## Ігрова кар'єра
Хокейну кар'єру розпочав 1992 року.
1993 року був обраний на драфті НХЛ під 122-м загальним номером командою «Калгарі Флеймс». 
Протягом професійної клубної ігрової кар'єри, що тривала 8 років, захищав кольори команд «Оттава Сенаторс», «Тампа-Бей Лайтнінг», «Бостон Брюїнс» та «Айсберен Берлін».
Загалом провів 85 матчів у НХЛ.

## Статистика
| Сезон         | Клуб                    | Ліга          | Регулярний сезон | Регулярний сезон | Регулярний сезон | Регулярний сезон | Регулярний сезон | Плей-оф | Плей-оф | Плей-оф | Плей-оф | Плей-оф |
| Сезон         | Клуб                    | Ліга          | І                | Г                | П                | О                | ШХ               | І       | Г       | П       | О       | ШХ      |
| ------------- | ----------------------- | ------------- | ---------------- | ---------------- | ---------------- | ---------------- | ---------------- | ------- | ------- | ------- | ------- | ------- |
| 1992–93       | «Єльський університет»  | НАСС          | 28               | 3                | 5                | 8                | 66               | —       | —       | —       | —       | —       |
| 1993–94       | «Єльський університет»  | НАСС          | 24               | 5                | 12               | 17               | 76               | —       | —       | —       | —       | —       |
| 1994–95       | «Єльський університет»  | НАСС          | 28               | 4                | 16               | 20               | 57               | —       | —       | —       | —       | —       |
| 1995–96       | «Єльський університет»  | НАСС          | 31               | 8                | 20               | 28               | 124              | 11      | 0       | 2       | 2       | 2       |
| 1996–97       | «Дейтон Бомберс»        | ХЛСУ          | 69               | 20               | 37               | 57               | 62               | 4       | 0       | 1       | 1       | 2       |
| 1996–97       | «Форт Вейн Кометс»      | МХЛ           | 1                | 0                | 0                | 0                | 0                | —       | —       | —       | —       | —       |
| 1997–98       | «Келемезу Вінгс»        | МХЛ           | 81               | 9                | 25               | 34               | 85               | 4       | 1       | 1       | 2       | 10      |
| 1998–99       | «Детройт Вайперс»       | МХЛ           | 75               | 13               | 22               | 35               | 172              | 11      | 4       | 5       | 9       | 22      |
| 1999–00       | «Гранд-Рапідс Гріффінс» | МХЛ           | 64               | 10               | 16               | 26               | 78               | 16      | 1       | 4       | 5       | 28      |
| 1999–00       | «Оттава Сенаторс»       | НХЛ           | 10               | 0                | 0                | 0                | 6                | —       | —       | —       | —       | —       |
| 2000–01       | «Гранд-Рапідс Гріффінс» | МХЛ           | 9                | 1                | 0                | 1                | 4                | —       | —       | —       | —       | —       |
| 2000–01       | «Оттава Сенаторс»       | НХЛ           | 41               | 1                | 1                | 2                | 20               | —       | —       | —       | —       | —       |
| 2000–01       | «Тампа-Бей Лайтнінг»    | НХЛ           | 12               | 1                | 1                | 2                | 22               | —       | —       | —       | —       | —       |
| 2001–02       | «Провіденс Брюїнз»      | АХЛ           | 46               | 4                | 8                | 12               | 32               | 2       | 1       | 1       | 2       | 0       |
| 2001–02       | «Бостон Брюїнс»         | НХЛ           | 22               | 0                | 2                | 2                | 16               | —       | —       | —       | —       | —       |
| 2002–03       | «Айсберен Берлін»       | ДХЛ           | 29               | 2                | 7                | 9                | 49               | 9       | 3       | 2       | 5       | 4       |
| Усього в НХЛ  | Усього в НХЛ            | Усього в НХЛ  | 85               | 2                | 4                | 6                | 64               | —       | —       | —       | —       | —       |
| Усього в НАСС | Усього в НАСС           | Усього в НАСС | 111              | 20               | 53               | 73               | 380              | —       | —       | —       | —       | —       |
| Усього в МХЛ  | Усього в МХЛ            | Усього в МХЛ  | 230              | 33               | 63               | 96               | 339              | 31      | 6       | 10      | 16      | 60      |